# Ezquioga
Ezquioga (Ezkio en euskera y oficialmente) fue un municipio de la provincia de Guipúzcoa, País Vasco (España).

## Etimología
Se cree que el topónimo «Ezquioga», está formado por ezki o eski, palabra vasca que puede significar arce o quejigo (un árbol similar al roble) y el sufijo -aga que se utiliza en lengua vasca como indicador de lugar. De esa forma se obtiene Ezquiaga, que es un apellido vasco existente. Se cree que Ezquioga no es sino una mera variante de Ezquiaga. Tendría Ezquioga por lo tanto el significado de el lugar del arce. Ezquioga es la forma más antigua y tradicional del topónimo, que además se conserva como nombre en español del pueblo. Transcrito con la moderna grafía vasca da lugar a «Ezkioga» (se pronuncia como esquioga), forma que también suele ser utilizada a veces. Sin embargo en vasco, idioma que por falta de una tradición escrita fuerte, estaba menos sujeto a una fijación de los nombres que el español; con el paso de los siglos Ezquioga evolucionó hasta dar lugar a «Ezkio», que es una forma sincopada del nombre original. Esta extendida denominación, que podríamos calificar como originalmente coloquial, acabó siendo reconocida por la Real Academia de la Lengua Vasca y fue oficializada en 1981.

## Historia
En 1663, conformó con las villas de Zumárraga y Gaviria la unión de Santa Cruz de Arguisano, que luego se renovaría en sucesivas ocasiones, aunque con la separación de Gaviria en 1766.
Hacia mediados del siglo XIX, el lugar, por entonces con ayuntamiento propio, tenía contabilizada una población de 1240 habitantes. Aparece descrito en el séptimo volumen del Diccionario geográfico-estadístico-histórico de España y sus posesiones de Ultramar de Pascual Madoz de la siguiente manera:

EZQUIOGA: v. con ayunt. en la prov. de Guipúzcoa (á Tolosa 4 leg.), part. jud. de Azpeitia (5), c. g. de las Provincias Vascongadas (á Vitoria 11), aud. terr. de Burgos (30), dióc. de Pamplona (12): sit. sobre la carretera general de Francia, en paraje eminente y al pie del monte Isasmendi, con clima sano. Tiene 136 casas incluyendo las dispersas ó cas.; la municipal; cárcel; 2 escuelas, una en el casco del pueblo, y la otra en su barrio de Anduaya, concurridas por 50 alumnos de ambos sexos y dotadas con 1,100 reals; igl. parr. (San Miguel), servida por un rector y 3 beneficiados de enetera racion y uno de media con titulo de sacristan y obligacion de administrar los sacramentos en ausencia y enfermedades del rector; una ermita (Sta. Lucia), en el citado barrio, y varias fuentes ferruginosas en el term. Este se estiende 1 leg. de N. á S. y otra de E. á O., tiene 3 de circunferencia y confina N. Azpeitia; E. Ichazo; S. Gaviria, y O. Zumarraga: el monte de Isasmendi y sus inmediaciones estan pobladas de robles, hayas, castaños y matas de brezo y argoma blanca. El terreno es bastante bueno: le baña el r. de Argutsano que desciende por el barrio de Anduaya. Los caminos dirijen á Azpeitia, Ichazo y Zumarraga; hay una venta llamada de Sta. Lucia. El correo se recibe de Villareal por balijero. prod.: maiz, trigo, manzanas, habichuelas, habas, centeno, nabos y varias frutas; cria ganado vacuno y lanar; caza de liebres y perdices, y pesca de anguilas y barbos. pobl.: 177 vec., 1,240 alm. riqueza 72,086 rs. El presupuesto municipal asciende á 4,000 rs. y se cubre con los productos de propios y los impuestos sobre consumos.
(Madoz, 1847, p. 634)

En el verano de 1931, los pastores Antonia Bereciartu y su hermano Andrés, de unos 10 años, declararon haber visto a la Virgen. Estas apariciones acabaron siendo desestimadas por la Iglesia, pero provocaron nutridas peregrinaciones durante un tiempo.

## Demografía
| Gráfica de evolución demográfica de Ezquioga entre 1842 y 1960 |
| |
| Población de derecho según los censos de población del INE Población de hecho según los censos de población del INEEntre el censo de 1970 y el anterior, este municipio desaparece porque se agrupa en el municipio Ezquioga Ichaso |

Hasta 1965 Ezquioga fue un municipio independiente con esa denominación oficial. En 1965 fue fusionado con el vecino municipio de Ichaso para constituir Ezquioga-Ichaso. Este nombre oficial se mantuvo hasta 1980 cuando se adaptó a la grafía vasca como Ezkioga-Itsaso. Sin embargo esta denominación duró poco, ya que solo un año más tarde, en 1981 se cambió por Ezkio-Itsaso. Hasta 1965 fue un municipio independiente, en ese año se fusionó con el vecino municipio de Ichaso para dar lugar al municipio de Ezquioga-Ichaso. Tras 50 años de existencia los vecinos de Ichaso promovieron un movimiento para constituirse de nuevo en municipio independiente. Este proceso prosperó y el 21 de diciembre de 2016 se produjo formalmente la desanexión de Ichaso, por lo que Ezquioga volvió a ser municipio independiente. 
Sin embargo, como consecuencia de la ejecución de la sentencia 1025/2020, de 16 de julio, dictada por el Tribunal Supremo y anulación del Decreto Foral 27/2016, de 20 de diciembre, de la Diputación Foral de Guipúzcoa, se anuló la segregación de Ichaso y su constitución en municipio independiente, por lo que se reconstituyó de nuevo el municipio de Ezquioga-Ichaso.
En la actualidad el ayuntamiento y principal núcleo de población de Ezquioga se encuentra en el barrio de Santa Lucía de Anduaga (Santa Lutzi-Anduaga), que también es la "capital" de Ezquioga-Ichaso. El antiguo casco del pueblo de Ezquioga es actualmente un pequeño barrio rural.